# 華融
華 融（か ゆう、? - 256年）は、中国三国時代の呉の政治家・武将。字は徳蕤。徐州広陵郡江都県の人。子は華諝。孫は華譚。曾孫娘（華譚の娘）は戴邈の妻。

## 生涯
祖父が中原の戦乱を避けて江南に移住し、山陰県の蕊山のふもとに居をかまえた。
この当時、能書家の皇象も山陰に仮住まいをしていた。呉郡の張温が皇象のもとにやってきて学問を授かろうとし、それについては、どこか適当なところに住む場所を見つけたいとのぞんだ。ある人が張温に告げた。「蕊山のもとに華徳蕤（華融）と申す者がおり、年は若いが、立派な志を持っています。彼のもとにお住まいになるのがよろしいでしょう」張温はそれを聞いて、華融の家に滞在することにし、朝夕、華融と議論をかわした。そののち、急に張温が選部尚書の任にあたることになると、華融を抜擢して太子庶子に任じた。こうしたことから、華融の名が知られるようになり、顕貴な位に昇った。
五鳳3年（256年）、驃騎将軍呂拠と大司馬滕胤が侍中・武衛将軍孫綝を廃そうと計った。孫綝は呂拠の動きを見て、従兄の孫憲や丁奉・施寛を遣って、兵を率いて江都で呂拠を迎え撃たせた。同時に、宮中からの使者をおくって、呂拠の遠征軍に加わっていた文欽・劉纂・唐咨らに兵を一つに合わせて呂拠を攻撃するように命じた。また滕胤の元にも、侍中・左将軍華融と中書丞丁晏を派遣して、呂拠を捕縛する旨と、滕胤にはすみやかに任地の武昌に向かうようにとの意向を伝えた。滕胤は、自分の身に災禍が及ぼうとしていると考え、そのまま華融と丁晏とを軟禁すると、兵士たちをまとめて守りを固めさせた。また典軍楊崇と将軍孫咨とを呼び寄せると、孫綝が反乱をおこしたと述べ、華融たちに強制して、孫綝のやり方に反対する手紙を書かせた。孫綝は、その手紙を無視すると、上表して滕胤が謀反をおこしたと述べ、将軍劉丞に爵位を約束し、歩兵と騎兵とをひきいて滕胤をはげしく攻めたて包囲を固めさせた。滕胤は、ふたたび華融らをおどし、偽の詔を書かせて軍を動員しようとした。華融たちは拒否すると、滕胤は華融たちを皆殺しにしたという。

## 一族
- 華諝 - 華融の子。呉の黄門郎。華融とともに殺害される。
- 華譚 - 華諝の子。西晋の尚書郎。東晋の秘書監。